# دادگاه منطقه توکیو

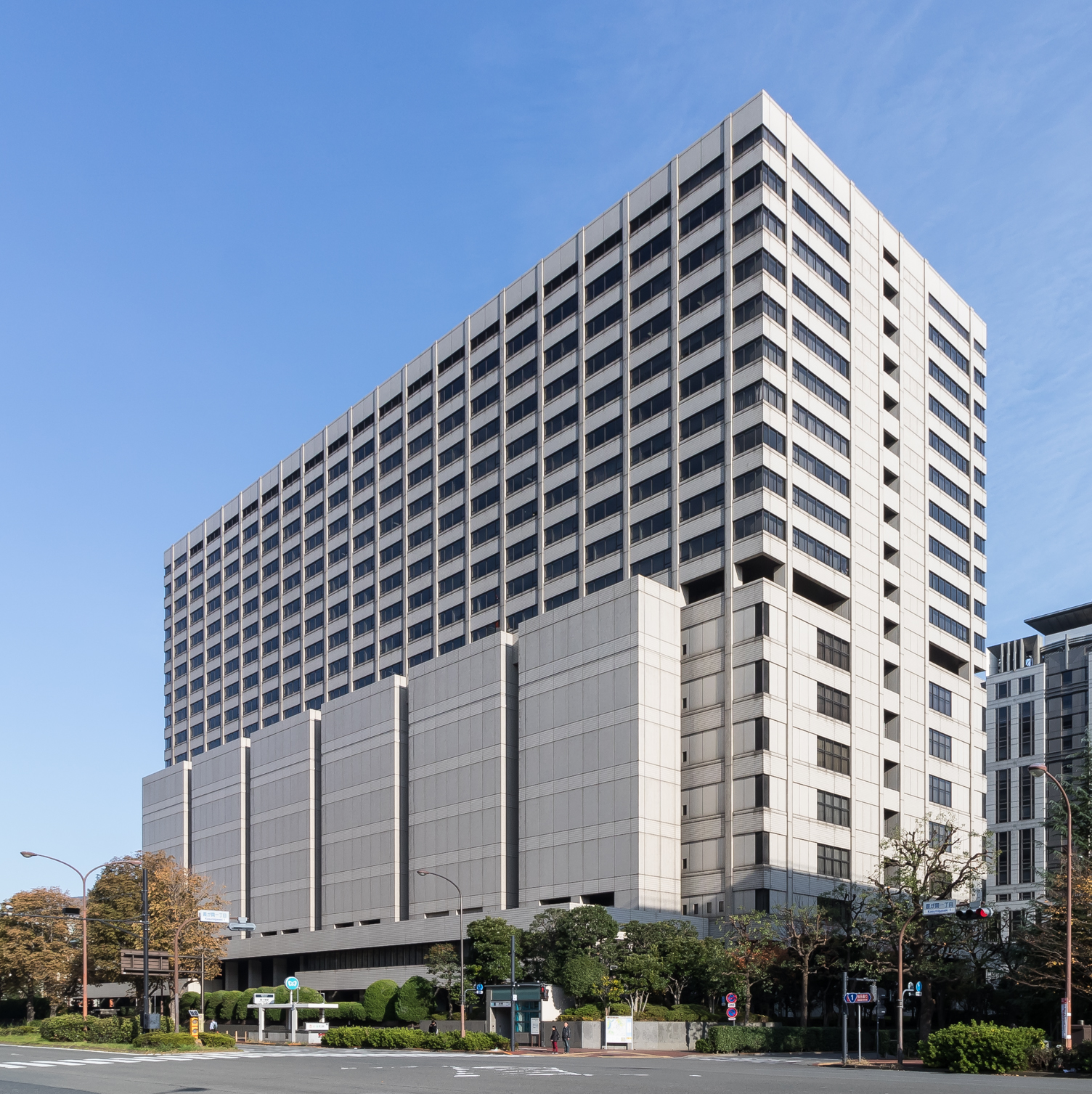

دادگاه ناحیه توکیو (به ژاپنی: 東京地方裁判所, Tōkyō Chihō Saibansho)، یک دادگاه منطقه‌ای واقع در ۱-۱-۴ کاسومیگاسکی، چیودا-کو، توکیو در ژاپن است.